# Bedrijvennetwerk
Een bedrijvennetwerk is een samenwerkingsverband van bedrijven die juridisch of qua management geen geheel vormen.
De bedrijven werken op vrijwillige wijze samen, omdat ze gezamenlijk een sterkere marktpositie innemen dan wanneer ze afzonderlijk zouden opereren. Er kunnen diverse redenen zijn om de samenwerking aan te gaan:
- de bedrijven hebben aanvullende dienstverlening, waardoor gezamenlijk opdrachten aanvaard kunnen worden die afzonderlijke bedrijven niet kunnen uitvoeren (additionaliteitsmotief);
- gezamenlijk kan men grotere opdrachten aan dan afzonderlijk (capaciteitsmotief)
- de bedrijven behouden graag hun eigen onafhankelijkheid en identiteit, maar hebben behoefte aan vaste partners (samenwerkingsmotief)

Volgens bedrijfskundigen als Peter Drucker en professor Richard Nolan van de Harvard Business School is een bedrijvennetwerk een organisatievorm die goede aansluiting vindt bij het internettijdperk. De niet-hiërarchische structuur biedt mensen de ruimte om hun ambities te realiseren en optimaal te presteren. De flexibiliteit van de organisatie biedt de mogelijkheid om snel in te springen op actuele ontwikkelingen in de markt.